# Kindschaftsverhältnis
Kindschaftsverhältnis ist ein bundesdeutscher Rechtsbegriff aus den Kindschaftssachen (bürgerliche Rechtsstreitigkeiten), die zum Gegenstand haben:
- Feststellung des Bestehens oder Nichtbestehens einer Eltern-Kind-Beziehung,
- Anfechtung der Ehelichkeit eines Kindes,
- Anfechtung der Anerkennung der Vaterschaft,
- Feststellung des Bestehens- oder Nichtbestehens der elterlichen Sorge der einen Partei für die andere (§ 151 FamFG).

Für Kindschaftssachen ist das Familiengericht zuständig. Bedeutsam ist das Kindschaftsverhältnis unter anderem im Steuerrecht. Grundsätzlich wird zwischen einem Verwandtschaftsverhältnis ersten Grades (leibliches oder adoptiertes Kind) und Pflegekindschaftsverhältnis unterschieden.